# Бонні і Клайд (фільм)
«Бонні і Клайд» (англ. Bonnie and Clyde) — американський кінофільм, з якого часто починають відлік сучасного етапу в історії Голлівуду. Сюжет розповідає про історію Бонні та Клайда — відомих американських грабіжників, які діяли за часів Великої депресії. Нагороджений двома преміями «Оскар».
Перегляд не рекомендується дітям і підліткам молодше 16 років.

## Сюжет
Дія відбувається в США за часів Великої Депресії.
Офіціантка Бонні Паркер (Фей Данавей) знайомиться зі злочинцем Клайдом Берроу (Воррен Бітті), коли той намагався викрасти машину її матері. Бонні набридло її безпросвітне життя в глушині, а Клайд справляє на неї враження розповідями про легку наживу. Вони зближуються і стають членами банди, промишляючи грабунком і розбоєм. Їх жертвами стає персонал заправних станцій, магазинів і відділень банків. Спочатку грабіжникам-любителям щастить і їм вдається, вступаючи в перестрілки, тікати від поліції. Після декількох успішних справ спільники стають дедалі впевненішими в собі й все нещаднішими зі своїми жертвами.

## У ролях
- Фей Данавей — Бонні Паркер
- Воррен Бітті — Клайд Берроу
- Майкл Поллард — Мосс
- Джин Гекмен — Бак Берроу
- Естель Парсонс — Бланш Берроу
- Джин Вайлдер — Юджин Гріззард

## Нагороди
Фільм отримав дві премії Оскар в 1967 році, також став власником 17 призів і учасником 22 номінацій.
Премії «Оскар» (1967):
- Найкраща актриса другого плану (Естель Парсонс);
- Найкраща операторська робота.

Номінація на премію «Оскар»:
- Найкращий фільм;
- Найкращу жіночу роль другого плану (Фей Данавей);
- Найкраща чоловіча роль другого плану (Джин Гекмен і Майкл Дж. Поллард);
- Оригінальний сценарій.